# Liparis similis
Liparis similis är en orkidéart som beskrevs av Rudolf Schlechter. Liparis similis ingår i släktet gulyxnen, och familjen orkidéer. Inga underarter finns listade i Catalogue of Life.